# Млинна вулиця (Київ)
Мли́нна ву́лиця — вулиця в Дарницькому районі міста Києва, селище Бортничі. Пролягає від вулиці Гоголя, Франка до вулиці Льва Толстого.

## Історія
Сформована в ХІХ столітті, у 1940–50-х роках отримала назву вулиця Воровського, на честь російського революціонера і радянського дипломата Вацлава Воровського.
У вересні — листопаді 2015 року Київська міська державна адміністрація провела громадське обговорення щодо перейменування вулиці на честь Савви (Савелія) Мартиненка, уродженця с. Бортничі, кавалера ордена Слави ІІІ ступеня, учасника форсування Дніпра у 1943 році. Враховуючи, що при громадському обговоренні пропозиція не знайшла підтримки, у лютому 2016 року комісія з питань найменувань при Київському міському голові рекомендувала надати вулиці іншу назву.
Сучасна назва — з 2016 року.

## Громадський транспорт
Маршрути автобусів (дані на 2011 рік)
№ 104: ст. м. «Бориспільська» — Бортничі (ФАП).
Маршрути маршрутних таксі (дані на 2011 рік)
№ 104: ст. м. «Харківська» — Бортничі (ФАП).